# Gibbinghausener Bach
Der Gibbinghausener Bach (im Oberlauf: Esinghausener Bach) ist ein knapp sechs Kilometer langer Bach im  nordrhein-westfälischen Rhein-Sieg-Kreis. Er ist ein rechter Hauptzufluss des Wahnbachs.

## Geographie

### Verlauf
Der Gibbinghausener Bach entspringt als Esinghausener Bach auf einer Höhe von etwa 335 m ü. NHN in Much-Heckhaus. Die Quelle liegt am Südhang des Heckbergs, etwa 450 m südwestlich des Gipfels.
Vorwiegend in südliche Richtung fließend, passiert der Bach die Ortschaften Esinghausen, Gerlinghausen und Gibbinghausen, bevor er in Much auf ungefähr 190 m ü. NHN von rechts in den Wahnbach mündet. Vor Gibbinghausen speist der Bach zahlreiche Angelteiche (Angelpark Knipp). Nach Aufnahme des Bonnerbachs wechselt der Bach seinen Namen und heißt bis zur Mündung Gibbinghausener Bach.

### Einzugsgebiet und Zuflüsse
Das gut 9 km² große Einzugsgebiet des Gibbinghausener Bachs erstreckt sich über die Mucher Hochfläche und wird durch ihn über Wahnbach, Sieg und Rhein in die Nordsee entwässert.
Es grenzt
- im Norden und Westen an das Einzugsgebiet der Agger und ihrer Zuflüsse
- im Osten an das des Wahnbachs.

| Stat. in km | Name               | GKZ      | Lage   | Länge in km | EZG in km² | MQ in l/s | Mündung           | Mündungshöhe in m ü. NHN |
| ----------- | ------------------ | -------- | ------ | ----------- | ---------- | --------- | ----------------- | ------------------------ |
| 003,50      | Bonnerbach         | 272744-2 | links0 | 002,1140    | 0001,2440  | 0012,030  | Gibbinghausen     | 23000000                 |
| 001,50      | Gerlinghauser Bach | 272744-4 | rechts | 002,0350    | 0002,990   | 0029,9000 | bei Tillinghausen | 20500000                 |

Anmerkungen zur Tabelle
1. ↑  Gewässerkennzahl, in Deutschland die amtliche Fließgewässerkennziffer mit zur besseren Lesbarkeit eingefügtem Trenner hinter dem Präfix, das einheitlich für den allen gemeinsamen Vorfluter Gibbinghausener Bach steht.

## Sonstiges
In früheren Veröffentlichungen (vor 2019) führt der Gibbinghausener Bach noch die GKZ 272742.